# Kallhäll-Stäket
Kallhäll-Stäket är den nordligaste av Järfälla kommuns fyra kommundelar, med cirka 14 000 invånare (2011). Kommundelen ingår, liksom övrig tätbebyggelse inom kommunen, i tätorten Stockholm. 
Kommundelen består av områden som ursprungligen ingått i socknarna Ed, Järfälla och Sollentuna. 
Kommundelen sammanfaller med den tidigare Kallhälls församling och det nuvarande (från 2016) distriktet Kallhälls distrikt vad gäller befolkningsregistrering.

## Områden som ingår i kommundelen
- Bolinder strand
- Kallhäll inklusive Kallhälls centrum, Kallhälls gård, Bolinderbyn, Skogstorp och Trehörningen, Ulvsättra gård och Molnsättra gård
- Kallhälls villastad (Björkliden)
- Stäket inklusive Stäkets villasamhälle, Tegelhagen med Stäketfläcken och Kolartorp samt Bonäs och Trappeberg
- Ängsjö inklusive Lugnhamn, Uddnäs och Lund